# Stenoxotus ochreoruber
Stenoxotus ochreoruber är en skalbaggsart som beskrevs av Leon Fairmaire 1896. Stenoxotus ochreoruber ingår i släktet Stenoxotus och familjen långhorningar.
Artens utbredningsområde är Madagaskar. Inga underarter finns listade i Catalogue of Life.